# Канинде (микрорегион)

Канинде на карте.

Канинде (порт. Microrregião de Canindé) — микрорегион в Бразилии, входит в штат Сеара. Составная часть мезорегиона Север штата Сеара. Население составляет 124 695 человек (на 2010 год). Площадь — 5 331,013 км². Плотность населения — 23,39 чел./км².

## Демография
Согласно сведениям, собранным в ходе переписи 2010 г. Национальным институтом географии и статистики (IBGE), население микрорегиона составляет:
| Полное население                             | Полное население                             | Полное население                             | Полное население                             | 124 695 |
| -------------------------------------------- | -------------------------------------------- | -------------------------------------------- | -------------------------------------------- | ------- |
| в том числе:                                 | Городское население                          | 73 460                                       | Процент городского населения, %              | 58,91   |
|                                              | Сельское население                           | 51 235                                       | Процент сельского населения, %               | 41,09   |
|                                              | Мужское население                            | 62 439                                       | Процент мужского населения, %                | 50,07   |
|                                              | Женское население                            | 62 256                                       | Процент женского населения, %                | 49,93   |
| Плотность населения, чел/км²                 | Плотность населения, чел/км²                 | Плотность населения, чел/км²                 | Плотность населения, чел/км²                 | 23,39   |
| Население микрорегиона в % к населению штата | Население микрорегиона в % к населению штата | Население микрорегиона в % к населению штата | Население микрорегиона в % к населению штата | 1,48    |

## Статистика
- Валовой внутренний продукт на 2003 составляет 250 857 158,00 реалов (данные: Бразильский институт географии и статистики).
- Валовой внутренний продукт на душу населения на 2003 составляет 2145,63 реалов (данные: Бразильский институт географии и статистики).
- Индекс развития человеческого потенциала на 2000 составляет 0,619 (данные: Программа развития ООН).

## Состав микрорегиона
В составе микрорегиона включены следующие муниципалитеты:
1. Канинде
2. Каридади
3. Итатира
4. Парамоти